# Gilliesia (Plantae)
Gilliesia, biljni rod iz potporodice lukovki, dio porodice zvanikovki, raširen po Južnoj Americi (Argentina i Čile). Postoji desetak vrsta uključenih u rod.
Rod je opisan u Bot. Reg. 12: , t. 992. 1826.

## Vrste
1. Gilliesia atropurpurea (Phil.) M.F.Fay & Christenh.
2. Gilliesia cuspidata (Harv. ex Baker) M.F.Fay & Christenh.
3. Gilliesia dimera Ravenna
4. Gilliesia graminea Lindl.
5. Gilliesia isopetala Ravenna
6. Gilliesia miersioides (Phil.) M.F.Fay & Christenh.
7. Gilliesia montana Poepp. & Endl.
8. Gilliesia attenuata (Ravenna) M.F.Fay & Christenh.; možda sinonim za Gilliesia miersioides
9. Gilliesia brevicoalita (Ravenna) M.F.Fay & Christenh.; možda sinonim za Gilliesia miersioides
10. Gilliesia curacavina (Ravenna) M.F.Fay & Christenh.; možda sinonim za Gilliesia miersioides
11. Gilliesia curicana Ravenna; možda sinonim za Gilliesia graminea
12. Gilliesia monophylla Reiche; možda sinonim za Gilliesia montana
13. Gilliesia nahuelbutae Ravenna; možda sinonim za Gilliesia montana